# Balambano
Balambano ist der Name einer großen Talsperre auf der Insel Sulawesi in Indonesien.
Die Talsperre staut Larona, den größten Fluss der Insel, auf und wurde errichtet, um eine Nickelhütte der Bergwerksgesellschaft PT Inco mit Strom aus Wasserkraft zu versorgen. Sie liegt bei dem Ort Balambano, 30 km südwestlich von Soroako und nordwestlich der Batubesi-Talsperre am Towuti-See.
Das Absperrbauwerk ist eine Gewichtsstaumauer aus Walzbeton (RCC, roller compacted concrete). Die Staumauer wurde von italienischen und österreichischen Unternehmen erbaut. Ihre Höhe beträgt 95 m, diese wird aber auch mit 90 oder 92 m angegeben. Auf der Wasserseite ist sie mit einer PVC-Folie abgedichtet.
Der Stausee ist einer der größten in Südostasien. Nur der Drei-Schluchten-Stausee, die Sanmenxia-Talsperre und die Wuluwati-Talsperre, alle drei in China, sind nach ihrem Speicherraum größer.
Das Wasserkraftwerk wird über zwei Druckrohrleitungen mit 5 m Durchmesser versorgt. Die beiden Francis-Turbinen haben eine Gesamtkapazität von 140 MW (andere Angabe: 137 MW). In der Mitte der Staumauer befindet sich die Hochwasserentlastung mit einem 38 m breiten Überlauf.